# 維沙尼鄉
45°16′09.1″N 27°57′26.9″E / 45.269194°N 27.957472°E
維沙尼鄉（羅馬尼亞語：Comuna Vișani, Brăila），是羅馬尼亞的鄉份，位於該國東南部，由布勒伊拉縣負責管轄，面積77平方公里，海拔高度42米，2007年人口2,676，人口密度每平方公里35人。